# Asmar (Afghanistan)
Pour les articles homonymes, voir Asmar.
Asmar (en pachto : اسمار ) est l’une des principales villes du nord-est de la province de Kounar en Afghanistan. Elle est le centre du district de Bar Kunar, et est située dans la partie la plus méridionale du district, dans une vallée fluviale.

## Étymologie
Le nom Asmar est une combinaison de deux mots de la langue pachto : AS (cheval) et MAR (serpent).

## Population
La population exacte d’Āsmār est inconnue. Mais, selon la base de données géographique GeoNames, la population totale est de 15708 habitants.

## Habitants
Les habitants d’Asmar sont surtout des pachtounes, avec une très petite population de nouristanis. Les tribus pachtounes vivant à Asmar comprennent :
- les Ul-Mulk
- les Mamund
- les Salarzi
- les Sharzi, aussi connus sous le nom de Sharbikhel.
- les Shinwari

et encore d’autres.

## Personnalités notables
- Aslam Khan Asmari, qui est un célèbre chef tribal historique des Sharzis.